# 閣道四

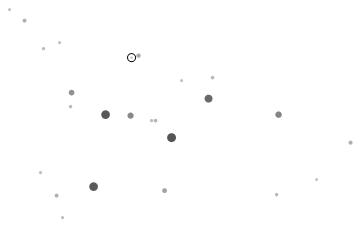
拜耳星表中的仙后座，圓圈中的就是閣道四(仙后座μ)。

閣道四 (仙后座μ)是在仙后座的一顆聯星系統，並與仙后座θ共享英文名字 Marfak和中文的名稱。
這個靠近的聯星系統是在1961年被發現的，從那時候開始，這兩顆恆星的軌道元素久已經很清楚的被瞭解，這兩顆星的距離範圍在0.54–2.30天文單位。與附近的恆星比較，這兩顆星相對於銀河系的速度較高，以167 km/s在星系中穿越。它們的金屬量低。數於第二星族，被認為最先出現和形成的位置是在銀河盤面上。

## 外部連結
- SolStation entry （页面存档备份，存于）
- Mu Cassiopeiae by Professor Jim Kaler.